# Young Miko
Young Miko, pseudonimo di María Victoria Ramírez de Arellano Cardona (Añasco, 8 novembre 1997), è una cantante e rapper portoricana.

## Biografia
Young Miko ha iniziato la propria attività musicale caricando materiale musicale attraverso SoundCloud. Ha pubblicato il suo EP d'esordio, intitolato Trap Kitty, nel luglio 2022.
Nel giugno 2023, dopo una serie di inediti, ha fatto il suo debutto nella Hot 100 di Billboard con Classy 101, una collaborazione con Feid tratta dall'EP di quest'ultimo Ferxxocalipsis. Qualche mese più tardi si è aggiudicata l'MTV Europe Music Award al miglior artista caraibico, diventando la prima donna a ricevere tale riconoscimento.
Il suo album in studio di debutto, dal titolo Att, è stato reso disponibile per il consumo nell'aprile 2024 e ha sancito il suo primo ingresso nella Billboard 200, nonché il debutto in top ten nella Top Latin Albums e nella Top Álbumes della Productores de Música de España. A supporto dell'LP, l'artista ha imbarcato il XOXO Tour, una tournée da venti date. Young Miko: Bzrp Music Sessions, Vol. 58 (2024), prodotto da Bizarrap, è finito in lizza per due premi Gardel nell'aprile 2025.

## Discografia

### Album in studio
- 2024 – Att

### EP
- 2022 – Trap Kitty

### Singoli
- 2021 – 105 Freestyle (con Caleb Calloway)
- 2021 – Vendetta (con Villano Antillano)
- 2021 – Katana (con Leebrian)
- 2021 – Puerto Rican Mami
- 2022 – Stripper X (con Lil Joujou)
- 2022 – Standard
- 2022 – 2seater (con Young Martino e Juanka)
- 2022 – Un poquito (con Alejo)
- 2022 – Castigada (con Catalyna e Cory)
- 2022 – Condado (con Chris Jedi e Lunay)
- 2022 – Salvaje (con Lyanno)
- 2022 – La mini (con Casper Magico)
- 2022 – Aprovechame (con VF7)
- 2022 – Kachipun (con Metalingüística e Akapellah)
- 2022 – Amandita (con Omar Courtz)
- 2023 – Dejanos pasar (con PJ Sin Suela)
- 2023 – Big Booty (con Hozwal e Lil Geniuz)
- 2023 – Pretty Bad Bitch (con Brray)
- 2023 – Lisa
- 2023 – Classy 101 (con Feid)
- 2023 – Brinca (con Cazzu)
- 2023 – 8 AM (con Nicki Nicole)
- 2023 – ID (con Jowell & Randy)
- 2023 – Chulo pt.2 (con Bad Gyal e Tokischa)
- 2023 – Wiggy
- 2023 – Tempo (con Marshmello)
- 2023 – Colmillo (con Tainy e J Balvin)
- 2023 – Señorita (con Wisin)
- 2024 – Young Miko: Bzrp Music Sessions, Vol. 58 (con Bizarrap)
- 2024 – En esta boca (con Kany García)
- 2024 – Curita
- 2024 – Sorry es que soy bipolarrr (con Robi)
- 2025 – Woahh (con Rvssian, Omar Courtz e Clarent)
- 2025 – En la city (con Trueno)
- 2025 – Wassup

## Tournée
- 2024 – The XOXO Tour